# 覚本賢治
覚本 賢治（かくもと けんじ、1984年2月10日 - ）は、日本の男性ファッションモデル、プロフェッショナルダンサー。タイクーンモデルエージェンシー所属。

## 人物
1984年東京都生まれ。
Pop Rock ・ Hip Hopをベースにしたダンスパフォーマンスの実力を認められ、ソフトバンクのCMやサントリープロテインウォーターCMなどに出演。2007年・2009年には東京モーターショーでダンサーとしても起用される。
現在は高い表現技術を求め、振付師、演出家の竹邑類のもとで演技指導を受けている。
趣味はスケートボード、DJ。

## 出演

### 雑誌
- popeye
- Free&Easy
- smart
- Begin
- COOL TRANS
- GET-ON
- DIME
- monoマガジン
- ゴルフダイジェスト

...etc.

### Still
- POINT [UNDERCURRENT]
- UNIQLO [ルームフリース]
- BRAUN [cruZer3]
- 東芝　[V401T]
- HONDA [NEW FORZA]
- NTT DoCoMo [FOMA]
- BOLBYスピーカー
- ユニリーバ [AXE]
- ジョージア
- エクソンモービル×マクドナルド
- オッシュマンズ

...etc.

### CM
- HONDA [LIFE]
- コカ・コーラ [GEORGIA X]
- サントリープロテインウォーター
- NEC [スマートフォン]
- アサヒ化成 [Ziplocコンテナ]
- デアゴスティーニ ジャパン [週間ロボザック]
- ソフトバンク

### PV
- Tina
- RSP

### Show
- RALPH LAUREN
- adidas
- 三陽商会×Naoki Takiawa
- Reebok
- ドゥカティ イベント
- '07東京モーターShow [TOYOTA]
- '09東京モーターShow [HONDA]

...etc.

### その他
- Max&GEAR
- 東武百貨店
- 髙島屋

...etc.